# ويليام كيرنان
ويليام كيرنان (بالإنجليزية: William Kiernan)‏ هو مصمم إنتاجي أمريكي، ولد في 2 أبريل 1908 في نيويورك في الولايات المتحدة، وتوفي في 19 نوفمبر 1973 في لوس أنجلوس في الولايات المتحدة.

## وصلات خارجية
- ويليام كيرنان على موقع IMDb (الإنجليزية)
- ويليام كيرنان على موقع أول موفي (الإنجليزية)
- ويليام كيرنان على موقع قاعدة بيانات الفيلم (الإنجليزية)